# Adonis mongolica
Adonis mongolica är en ranunkelväxtart som beskrevs av Simonovich. Adonis mongolica ingår i släktet adonisar, och familjen ranunkelväxter. Inga underarter finns listade i Catalogue of Life.